# Kush
För andra betydelser, se Kush (olika betydelser).

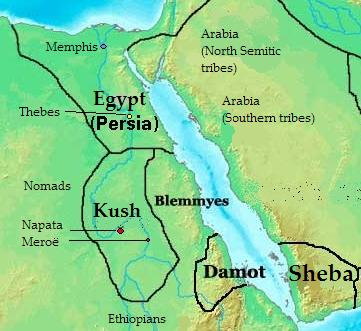
Kush.

Kush var ett rike i norra delen av nuvarande Sudan, som under antiken kallades Nubien. Det var tidvis förenat med Egypten och tidvis ett självständigt rike. Kungariket Kush var ett separat kungarike mellan 663 f.Kr. och 350 e.Kr., och kallades ibland riket Meroë efter sin huvudstad. Det upplöstes och splittrades sedan det på 300-talet anfallits av Aksum.

## Historia
Området tillhörde Egypten under Mellersta rikets tid, cirka 2040–1640 f.Kr. När Egypten anfölls av hyksos i andra mellantiden (1800–1550 f.Kr.) blev området självständigt och en statsbildning i Kermaregionen skapades runt staden Kerma i Nubien.
Efter Nubiens erövring genom faraonerna av 18:e dynastin (omkring 1500 f.Kr.) blev Napata den sydligaste staden i det egyptiska riket. Mellan 1500 f.Kr. och 1070 f.Kr. styrdes området av egyptierna. 
Efter 1100 f.Kr grundades i Napata en självständig präststat, även kallat Napatariket efter sin huvudstad. I början av 800-talet f.Kr. erövrades övre Egypten, och man etablerade den tjugofemte dynastin. Kush och Egypten var sedan förenade i personalunion mellan cirka 750 och 663 f.Kr. 
Sedan Egypten 663 f. Kr. blivit erövrat av assyrierna flyttade Kush sin huvudstad till Meroë, och Napata förföll. Kungariket Kush var sedan en självständig stat separat från Egypten. 
Kush anfölls från sydöst av kungariket Aksum på 300-talet och splittrades då i de tre kungarikena Nobatia, Makuria och Alodia, som snart kristnades.